# Hypsopsetta guttulata
Hypsopsetta guttulata — вид камбалоподібних риб родини камбалових (Pleuronectidae).

## Поширення
Ви поширений на сході Тихого океану біля берегів американського штату Каліфорнія, мексиканського штату Баха-Каліфорнія та у Каліфорнійській затоці.

## Опис
Має темно-зелене забарвлення зі світло-блакитними плямами. Досягає до 46 сантиметрів в довжину, а максимальна тривалість життя становить 9 років.

## Спосіб життя
Це донна риба, що живе в субтропічних водах на піщаному або глиняному дні на глибині до 50 метрів. Полює в денний час, раціон складається з бентосних безхребетних, такі як поліхети, молюски та креветки.